# Pyrausta sarobialis
Pyrausta sarobialis is een vlinder van de familie van de grasmotten (Crambidae). De wetenschappelijke naam van deze soort is voor het eerst voorgesteld als Trigonuncus sarobialis door Hans Georg Amsel in een publicatie uit 1970.
De soort komt voor in Afghanistan.